# Jörg Tochtenhagen
Jörg Tochtenhagen (* 12. Dezember 1966) ist ein deutscher Programmierer, Autor und Medienunternehmer. Er war von 1984 bis 2004 aktiver Programmierer für die Computer- und Betriebssysteme Sinclair ZX Spectrum, ATARI, IBM OS/2 und Microsoft Windows, zeichnete mitverantwortlich für die Software zur Darstellung der Ergebnisse der Sportschützen bei den Olympischen Sommerspielen 2004 und ist seit 2004 Mitbetreiber des Unternehmens Bob-Media.

## Tätigkeiten als Programmierer, Autor und Unternehmer
Von 1982 bis 1986 war Tochtenhagen als Programmierer für die Sinclair ZX Spectrum Systeme und ab 1987 für das ATARI Computersystem tätig. Die erste kommerzielle Software wurde 1990 bei der Berliner Firma TommySoftware veröffentlicht. Dabei handelte es sich um die Musik/Sampling Software Sound Merlin, die vollständig in der nativen Maschinensprache entwickelt wurde. Danach war Tochtenhagen Mitgestalter des Grafikprogramms Arabesque 2, welches 1993 bei no! Software erschien. Über die Kölner Firma TEAM Computer wurde daraufhin die Portierung der ATARI Grafiksoftware Arabesque für das IBM Betriebssystem OS/2 in Auftrag gegeben, die Mitte der 90er Jahre ebenfalls über no! Software veröffentlicht wurde.
Im Jahr 1997 begann die Arbeit an einer Windows-Software, die Sportschützenergebnisse auswertet, archiviert und grafisch darstellt. Jörg Tochtenhagen entwickelte in dieser Zeit ein flexibles Modulsystem, welches in der Lage war, die angelieferten Daten unterschiedlichster Auswertungssysteme zu verarbeiten, um Ranglisten und Schussergebnisse sowohl an andere Client Systeme zu übermitteln als auch über ein grafisches Interface darzustellen. Ihren Einsatz fand die Software zwischen 1997 und 2003 im Rahmen verschiedener nationaler und internationaler Sportschieß-Wettkämpfe (darunter auch Weltmeisterschaften), bei denen TV Anstalten die von der Software gelieferten Videodarstellungen für ihre Sendungen verwenden konnten.
Zwischen 2003 und 2004 wurde diese Software in Kooperation mit einem Linux Programmierer weiterentwickelt und bei den Olympischen Sommerspielen 2004 eingesetzt. Die Erfassung und Darstellung der Ergebnisse auf der Hallenleinwand sowie im Internet wurde über ein eigens entwickeltes TCP basiertes Kommunikationssystem (PLEC) sowie der Software Adobe Flash realisiert. Das System lässt sich flexibel sowohl lokal als auch im Intranet oder Internet einsetzen.
Über die Beschäftigung mit den damals erst kürzlich auf dem Markt eingeführten DVD-Playern rief Jörg Tochtenhagen im Jahr 2000 das Online DVD-Player Testmagazin DV-REC ins Leben. Ferner schrieb er, teilweise in Kooperation mit anderen Autoren, zwischen 2002 und 2003 verschiedene Artikel und Bücher zum Thema Videobearbeitung, DVD und VideoCD. Bereits in den 1990er Jahren hatte Tochtenhagen an Beiträgen für das Online-Satiremagazin ZYN mitgewirkt.
Im Jahre 2004 war Jörg Tochtenhagen Mitbegründer des Medienunternehmens Bob-Media. Im Zuge zahlreicher DVD und Blu-Ray Produktionen, bei denen er die technische Leitung und das DVD-Authoring übernahm, wurden zudem verschiedene Independent-Musiklabels in den Bereichen Pop, Rock, Metal, Gothic, Indie und Alternative gegründet (darunter Echozone und Fastball). Zum Katalog der Labels zählen unter anderem Produktionen der Künstler Robin Beck, Rick Springfield, Wayne Hussey und Paul Raven. Neben dem Management des Sublabels Echozone übernahm Jörg Tochtenhagen zudem die Umsetzung aller Videoproduktionen und drehte dabei diverse Videoclips für Bands der eigenen Musiklabels. So führte er zum Beispiel Regie bei den Videos zu Days of Rain der Rock-Band Blowsight und 100 Burning Guitars der Elektro-Rock-Formation Akanoid.

## Veröffentlichungen

### Software
- Sound Merlin ATARI, Tommy Software, 1990.
- Convector 2 ATARI, SHIFT Software, 1992.
- Arabesque 2 ATARI, no! Software, 1993.
- Arabesque OS/2 OS/2, no! Software, 1995.
- SerShot Sportschützensoftware Windows, TEAM Multimedia, 2004.

### Buch
- Das große Buch DVDs brennen, Data Becker, 2002, ISBN 3-8158-2181-9
- Die besten Video-CD & DVD-Player-Geheimnisse, Data Becker, 2002, ISBN 3-8158-1680-7
- Digital Video Quick Tipps XXL, Data Becker, 2003, ISBN 3-8158-1813-3
- DivX & Video-CD/DVD Quick Tipps XXL, Data Becker, 2003, ISBN 3-8158-1810-9

### Regie / Kamera / Schnitt
- AKANOID - 100 Burning Guitars / Videoclip (Regie / Kamera) ECHOZONE.
- BLOWSIGHT - Days Of Rain / Videoclip (Regie / Kamera) FASTBALL-MUSIC.
- BIONIC - It Doesn't Matter / Videoclip (Regie / Kamera) ECHOZONE.
- EIGENSINN - Eiskalt / Videoclip (Regie / Kamera) ECHOZONE.
- LOST AREA - Memoria / Videoclip (Kamera) ECHOZONE in Zusammenarbeit mit Annie Bertram.
- [de:ad:cibel] - Self Fulfilling Prophecy / Videoclip (Regie / Kamera / Schnitt) ECHOZONE.
- Razzmattazz - Diggin' For Gold / Videoclip (Regie / Kamera / Schnitt) FASTBALL-MUSIC.
- Jimmy Martin - My Sharona / Videoclip (Regie / Kamera / Schnitt) FASTBALL-MUSIC.
- Cunning Mantrap - Red / Videoclip (Regie / Kamera / Schnitt) FASTBALL-MUSIC.
- Sic Zone - Burning / Videoclip (Kamera) BRET HARD RECORDS.